# St-Maurice (Saint-Maurice-de-Gourdans)

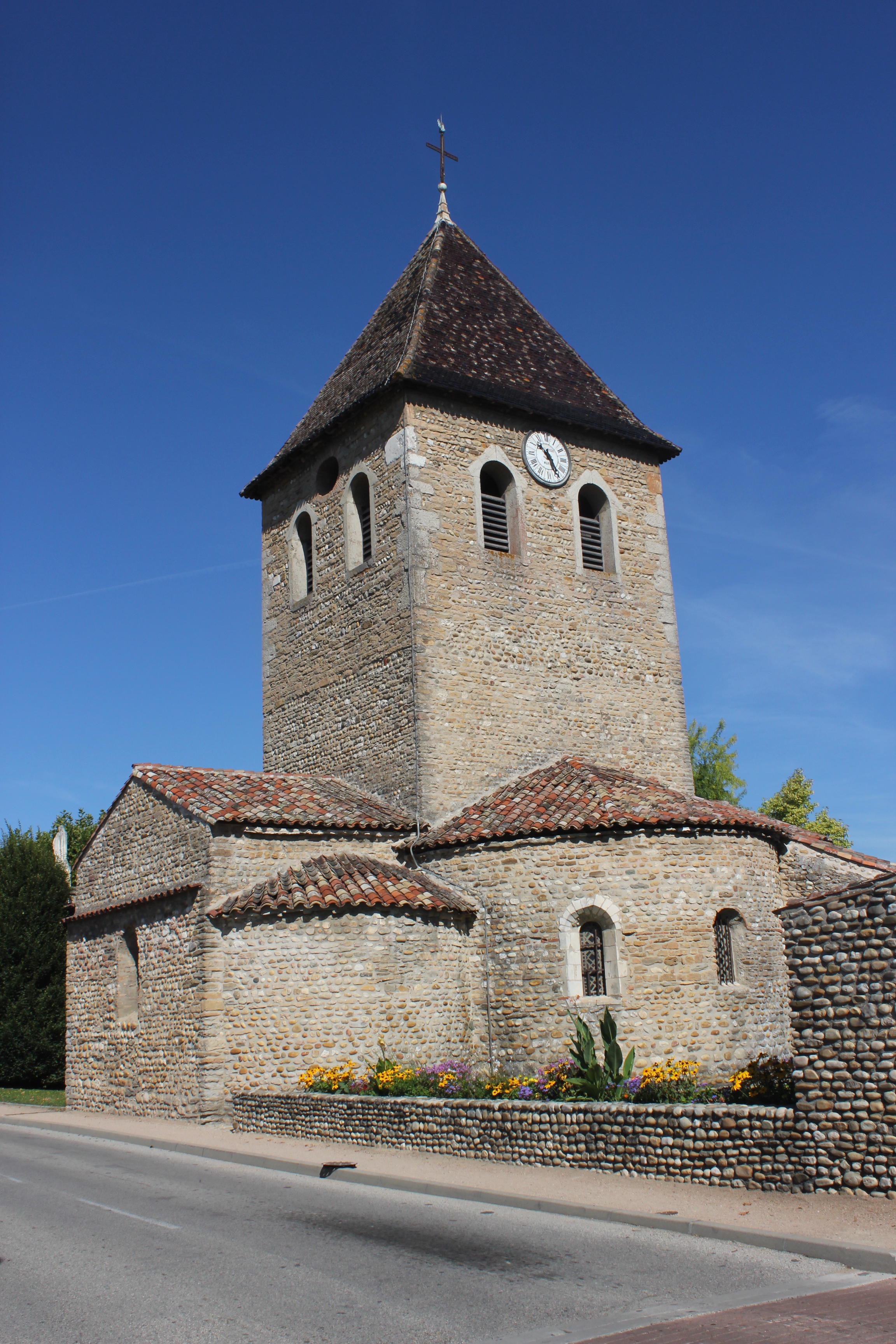
Katholische Pfarrkirche Saint-Maurice von Südosten

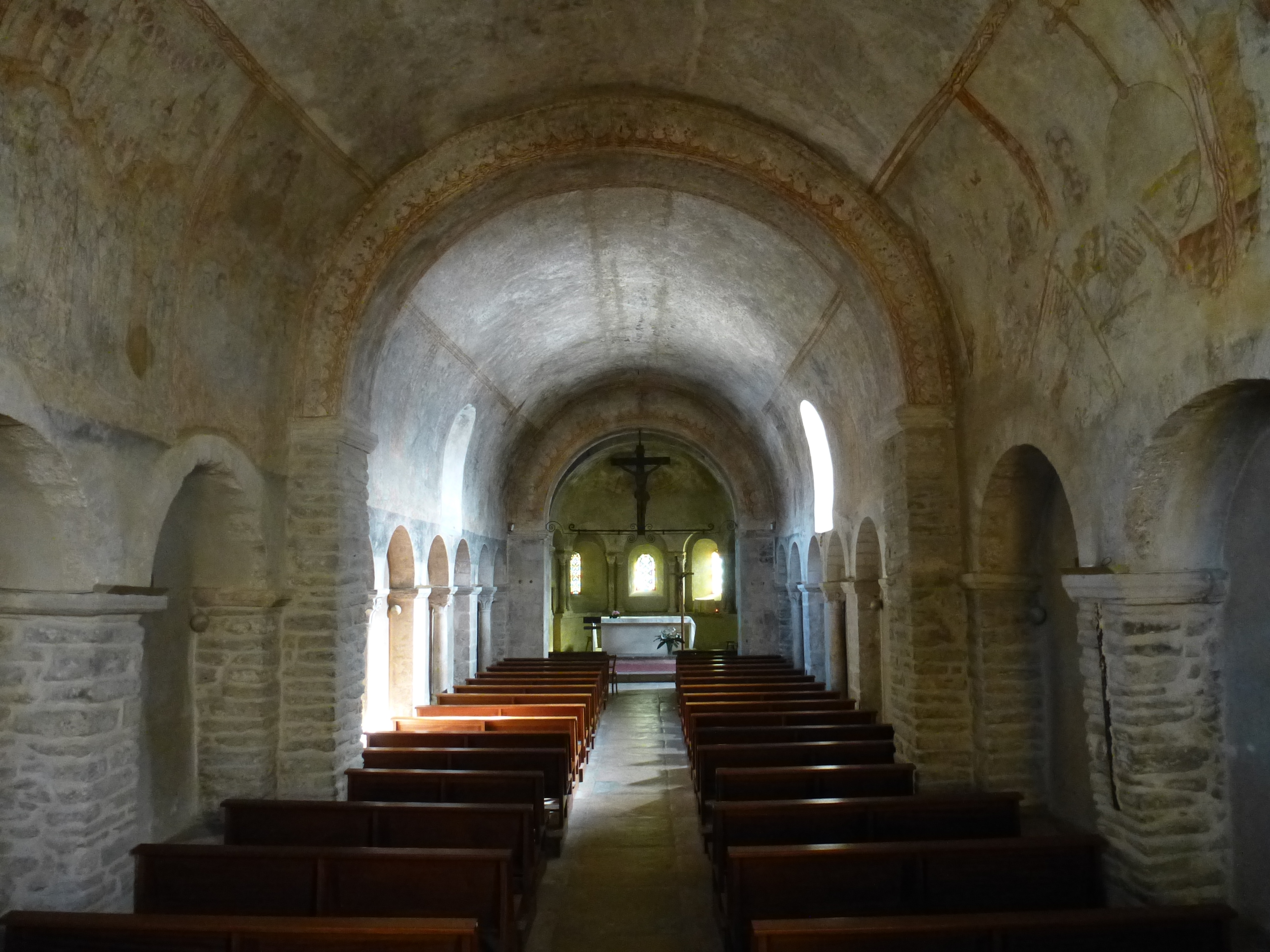
Kirchenschiff nach Osten

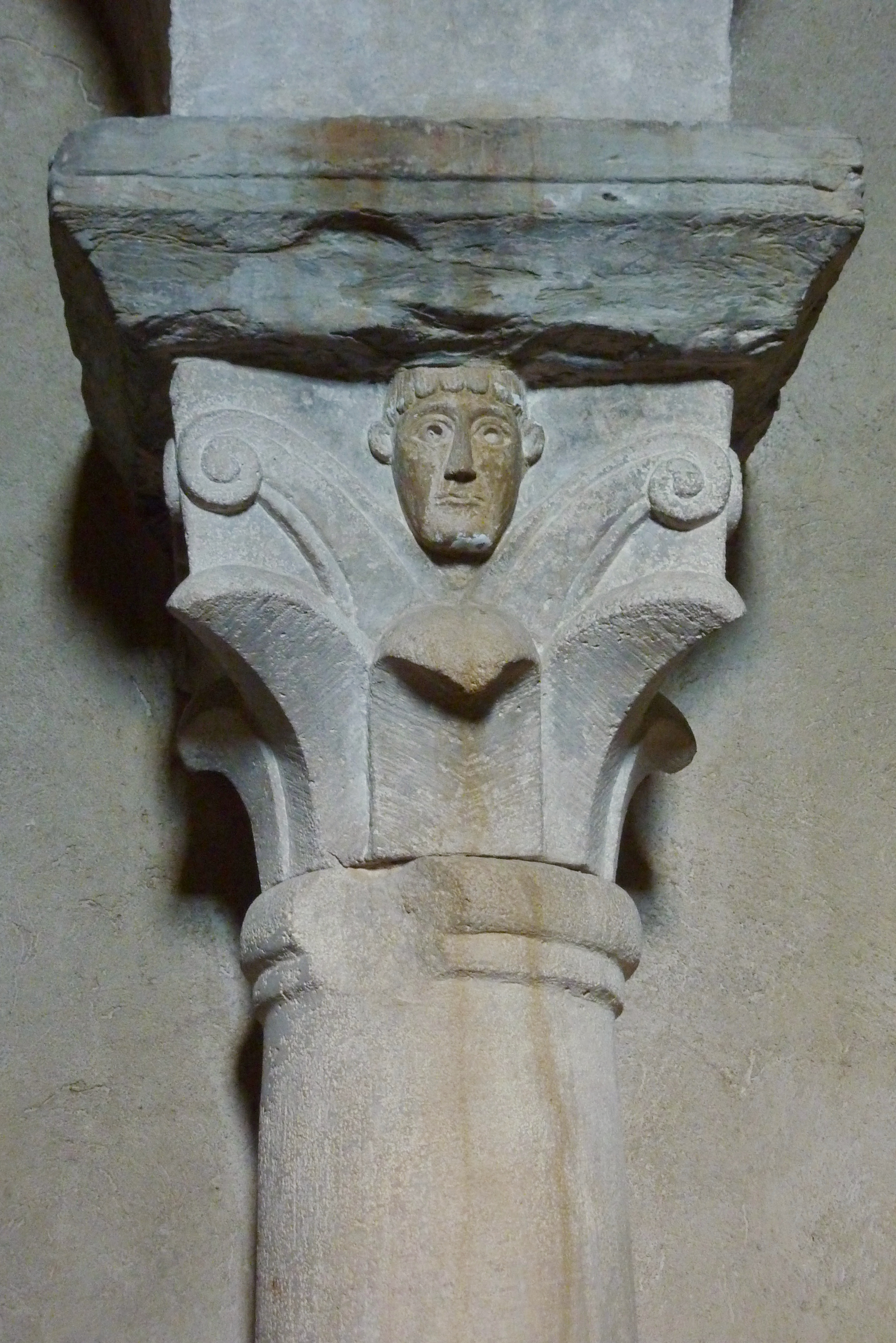
Kapitell

Die katholische Pfarrkirche Saint-Maurice in Saint-Maurice-de-Gourdans, einer Gemeinde im Département Ain in der französischen Region Auvergne-Rhône-Alpes, wurde im 11./12. Jahrhundert im Stil der Romanik errichtet. Die Kirche ist dem heiligen Mauritius, dem Anführer der Thebaischen Legion, geweiht. Sie besitzt Fresken, die vermutlich aus dem 16. Jahrhundert stammen. Seit 1909 steht die Kirche als geschütztes Baudenkmal auf der Liste der Monuments historiques.

## Geschichte
Die Geschichte des Ortes Saint-Maurice-de-Gourdans geht auf die Gründung eines Benediktiner-Priorates zurück, wie aus einer Urkunde Konrads des Friedfertigen aus dem Jahr 971 hervorgeht. In dieser Zeit wurde die erste Kirche errichtet. Mit dem Bau der heutigen Kirche wurde gegen Ende des 11. Jahrhunderts begonnen. Man geht davon aus, dass das Gebäude Anfang des 12. Jahrhunderts fertiggestellt war und um 1111 die Kirchweihe stattfand. Die Steine des karolingischen Vorgängerbaus wurden beim Neubau wiederverwendet. Zwischen dem 12. und dem 15. Jahrhundert wurde das Kirchenschiff nach Westen verlängert und ein weiteres Mal zu Beginn des 19. Jahrhunderts. Da das Gebäude durch diese Baumaßnahmen und beständig eindringende Feuchtigkeit instabil geworden war, wurde um 1830 die Südfassade durch einen mächtigen Strebepfeiler verstärkt, der die alten und neuen Bauteile miteinander verbindet.
1959 entdeckte man bei Restaurierungsmaßnahmen unter einer Gipsschicht Wandmalereien, die aufgrund ihrer Gemeinsamkeiten mit den Wandteppichen der Abtei La Chaise-Dieu ins 16. Jahrhundert datiert werden.

## Architektur

### Außenbau
Das äußere Mauerwerk besteht großenteils aus rundgeschliffenen, goldbraunen Steinen aus dem Flussbett des Ain.
Der quadratische Glockenturm über der Vierung wurde während der Französischen Revolution abgebrochen und musste im 19. Jahrhundert wiederaufgebaut werden. Im 19. Jahrhundert wurde auch die Westfassade geschaffen mit ihrem Rundbogenportal und dem Okulus darüber.
Im Osten schließen sich an das Querhaus drei halbkreisförmige Apsiden an. Die mittlere, größere Apsis ist von drei Rundbogenfenstern durchbrochen, die kleineren seitlichen Apsiden haben keine Öffnungen.

### Innenraum
Das Langhaus der Kirche wurde mehrmals verlängert und ist ungewöhnlich lang. Es ist einschiffig und mit einem Tonnengewölbe gedeckt. Die Seitenwände des ursprünglichen Schiffs gliedern Doppelarkaden, die von schmalen Säulen getragen werden. Letztere sind mit Kapitellen verziert, auf denen Blätter, Köpfe und Phantasiewesen dargestellt sind.
Die Vierung öffnet sich übergangslos zum halbrunden Chor, der von einer Halbkuppel überspannt wird. Diese ruht auf fünf Arkaden, die jeweils ein Säulenpaar voneinander trennt. Zwei Kapitelle sind mit einem figürlichen Dekor versehen. Auf einem Kapitell wird ein Adler dargestellt, der ein Tier in seinen Klauen hält, auf einem anderen zwei Vierfüßler mit Schnäbeln von Raubvögeln.

## Fresken

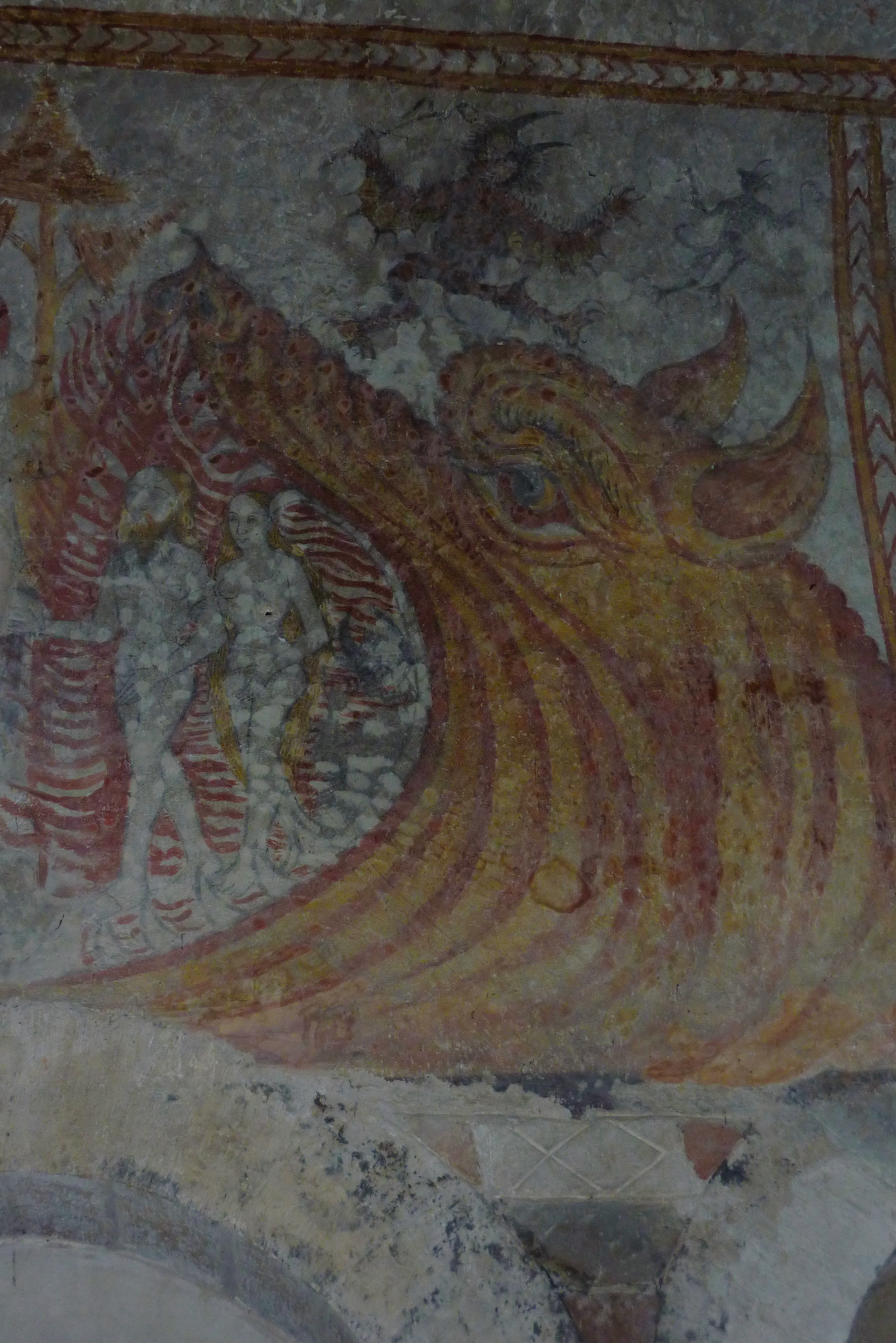
Mann und Frau im Rachen eines Ungeheuers

An den Wänden des alten Langhauses, des südlichen Querhauses und im Chor haben sich Wandmalereien erhalten. Auf der Kuppel der Hauptapsis ist Christus als Weltenrichter dargestellt inmitten einer Mandorla, von den Symbolen der Evangelisten umgeben. Von ihnen gehen Spruchbänder aus, die allerdings sehr stark verblasst sind.
In der südlichen Apsis ist die Verkündigungsszene zu erkennen, der Erzengel Gabriel hält ein Spruchband mit den Worten: „Ave Maria“.
Im Langhaus sind manche Szenen verlorengegangen, als dort Fenster durchgebrochen wurden. Der Freskenzyklus beginnt an der Nordwand mit der Gefangennahme Jesu und endet mit der Erhängung des Judas auf der gegenüberliegenden Seite. In einer Szene wird die Begegnung des Auferstandenen mit Maria Magdalena dargestellt, eine andere Szene zeigt einen nackten Mann und eine nackte Frau im Rachen eines Ungeheuers.